# Albertino Pinheiro
Albertino Pinheiro foi um professor, tradutor e jornalista brasileiro nascido em Brotas, tendo morado em São Paulo, onde lecionou no Instituto Caetano de Campos, Instituto Mackenzie e outros. Albertino faleceu em 1954.

## Biografia
Albertino era filho do presbítero Joaquim Honório Pinheiro (1852-1934), um dos fundadores da Igreja Presbiteriana do Brasil e de Maximina Gouveia, filha de Antônio Francisco de Gouveia, outro que é considerado entre os fundadores da Igreja Presbiteriana.
Albertino casou em São Paulo com Maria Júlia Pinheiro Ribeiro, filha do escritor Júlio Ribeiro. O nome de Maria Francisca fora mudado para Maria Júlia por sua mãe, Belisária Pinheiro Ribeiro, após a morte de Júlio Ribeiro, em sua homenagem. Tiveram a filha Elsie Pinheiro (1914-2000), jornalista e cronista, que foi esposa do escritor Orígenes Themudo Lessa e posteriormente do escritor e jornalista Ivan Pedro de Martins.
Atualmente há uma rua em sua homenagem na cidade de São Paulo, a rua Prof. Albertino Álvaro Pinheiro.

## Traduções
- A República, de Platão. São Paulo: Atena Editora
- Leis, de Platão. São Paulo: Atena Editora
- Plotino, de Platão. São Paulo: Atena Editora
- Amor Impaciente, de May Christie, volume 129 da Coleção Biblioteca das Moças, da Companhia Editora Nacional, 1935.
- O Homem Sem Coração, de Ruby M. Ayres, Nova Biblioteca das Moças, pela Companhia Editora Nacional, São Paulo, em 1935.
- Viagens pelo Brasil. Principalmente nas províncias do Norte e nos Distritos do Ouro e do Diamante durante os anos de 1836-1841[7], de George Gardner. São Paulo: Companhia Editora Nacional, 1942, Coleção Brasiliana, volume 223.
- Viagem ao redor da terra em 1769-1771 (Account of a Voyage round the World in 1769-1771), de James Cook; tradução abreviada do Prof. Albertino Pinheiro, São Paulo: Editora Brasiliense, 1944. Coleção A Conquista da Terra, nº 1.
- As ideias econômicas na América do Norte (The spirit of american economics: a study in the history of economic ideas in the United States Prior to the Great Depression), de J.F. Normano. São Paulo: Atlas, 1945.